# Irokesen

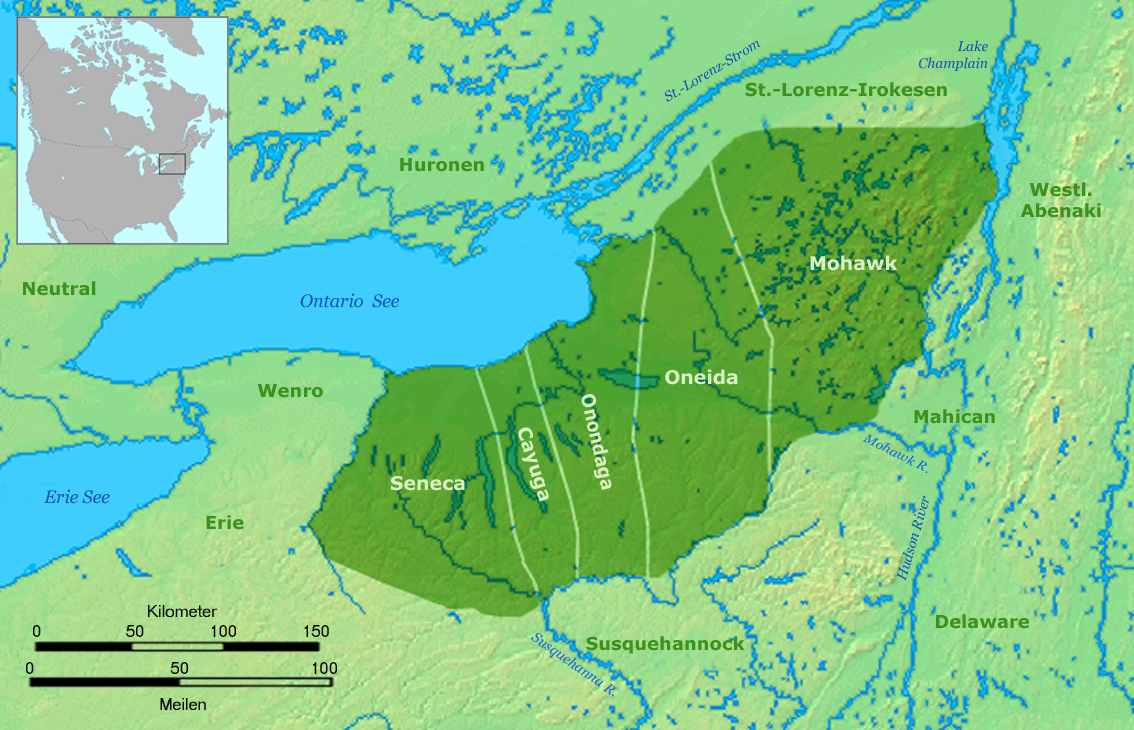
Die fünf Nationen der Irokesen, Stammesgebiet um 1650

Die Irokesen (französisch Iroquois), Eigenbezeichnung Haudenosaunee („Leute des Langhauses“), englisch oft Five Nations („Fünf Nationen“) oder Six Nations („Sechs Nationen“) genannt, sind nordamerikanische Indianer, die einer gemeinsamen Sprachfamilie angehören. Die irokesischen Sprachgruppen bewohnten ein zusammenhängendes Gebiet rund um den Ontario-, Huron- und Eriesee in den heutigen Staaten New York und Pennsylvania sowie in Teilen von Alabama und Georgia (USA) und im südlichen Ontario und Québec (Kanada). Fünf, später sechs Irokesenstämme waren Mitglieder der Irokesen-Konföderation oder Irokesenliga. Im allgemeinen Sprachgebrauch werden diese Stämme als Irokesen bezeichnet: Cayuga, Mohawk, Oneida, Onondaga, Seneca und Tuscarora.

## Name

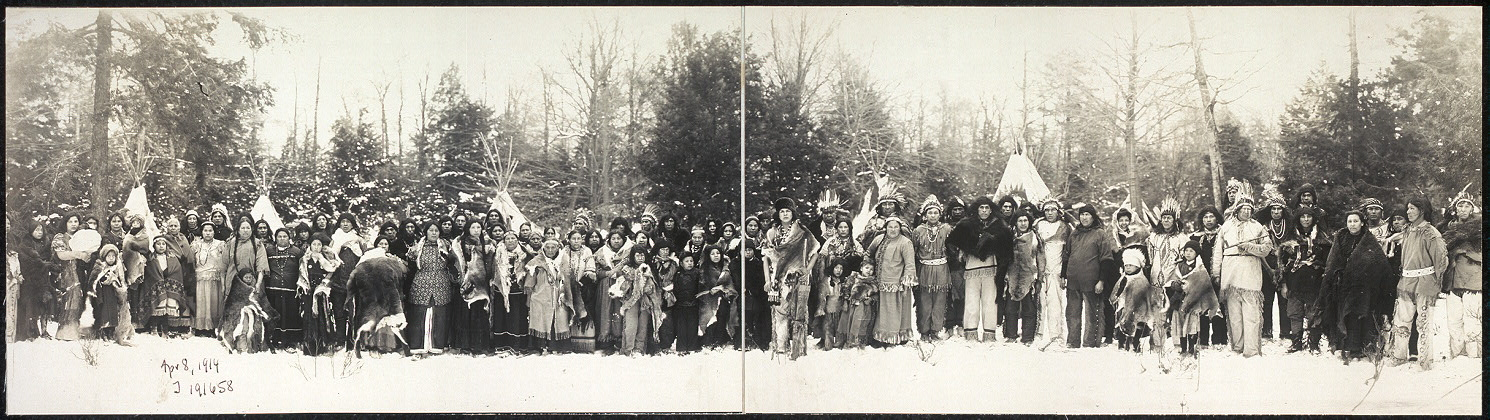
Irokesen 1914 in Buffalo, New York

Der Name Irokesen stammt vermutlich von deren Feinden, den Algonkin. Diese nannten sie Irinakhoiw oder kurz Iroqu („Klapperschlangen“). Mit dem französischen Suffix ois entstand die in der französischen und englischen Sprache gebräuchliche Bezeichnung Iroquois, deutsch Irokesen.
Der Eigenname Haudenosaunee für die Irokesen-Konföderation bedeutet „Leute des Langhauses“. Es wird überliefert, dass der Große Friedensstifter Hiawatha den Namen zur Zeit des Zusammenschlusses des irokesischen Völkerbundes einführte. Er impliziert, dass die Nationen der Liga wie Familien in denselben Langhäusern zusammenleben sollen. Die Seneca waren die Wächter der westlichen Tür des symbolischen rund dreihundert Kilometer messenden Stammeslanghauses, dementsprechend fungierten die Mohawk als Wächter der östlichen Tür.

## Flagge

Der Ayenwatha-Wampumgürtel dokumentiert die Gründung der Haudenosaunee-Konföderation. Von rechts nach links zeigt der Gürtel die Gebiete der Mohawk, Oneida, Onondaga, Cayuga und Seneca.

Die Irokesen-Konföderation wird gelegentlich durch eine inoffizielle Flagge repräsentiert, auf der der Ayenwatha-Wampumgürtel abgebildet ist. Der Gürtel dokumentiert die Gründung der Konföderation durch den Peacemaker. Die ersten fünf Nationen, die der Konföderation beitraten, sind in Weiß, der Farbe des Friedens, auf einem Hintergrund aus Purpur, der Farbe des Krieges, dargestellt. Dies verweist auf den Konflikt, der ihrer Konföderation vorausging. Es drückt auch aus, wie das Konzept von kanikonhri:yo (ein guter Geist) zu Frieden und Heilung führen kann.
Dieser Gürtel dient auch als Karte des ursprünglichen Stammesgebietes, das heute Teil des US-Bundesstaates New York ist. Von rechts nach links stellt die Karte die Gebiete der Mohawk, Oneida, Onondaga, Cayuga und Seneca dar. Das Herz in der Mitte würdigt die wichtige Rolle der Onondaga bei der Entfachung des Ratsfeuers.

## Wohngebiet
Zu Beginn des 17. Jahrhunderts lebten die Irokesen in einem Gebiet, das im Norden des heutigen US-Bundesstaats New York lag und sich zwischen den Adirondack Mountains und den Niagarafällen erstreckte. Durch Eroberungszüge und Auswanderung weiteten sie ihren Herrschaftsbereich über den gesamten Nordosten der heutigen Vereinigten Staaten und den Osten Kanadas aus. Um 1680 erstreckte sich das von ihnen kontrollierte Territorium von der Nordküste der Chesapeake Bay westwärts über Kentucky bis zur Mündung des Ohio in den Mississippi. Nordwärts verlief die Grenze entlang des Illinois River bis zum Südende des Lake Michigan und von dort ostwärts über das heutige untere Michigan, das südliche Ontario und die angrenzenden Gebiete des südwestlichen Québec. Von hier nach Süden durch Neuengland, das Tal des Hudson und des oberen Delaware River quer durch Pennsylvania zum Ausgangspunkt. Innerhalb der rund hundert Jahre bis zum Amerikanischen Unabhängigkeitskrieg wurden die Irokesen aufgrund von Kriegen gegen die mit den Franzosen verbündeten Algonkinstämme sowie durch die Landnahme der britischen Kolonisten gezwungen, sich wieder auf ihr ursprüngliches Siedlungsgebiet zurückzuziehen. Die Entscheidung der Irokesen, sich im Unabhängigkeitskrieg auf die Seite der Briten zu stellen, war ein schwerwiegender Fehler. Die Amerikaner drangen 1779 in die irokesischen Siedlungsgebiete ein und vertrieben die Bewohner bis ins südliche Ontario. Entlang des oberen Sankt-Lorenz-Stroms entstanden große Siedlungen der Irokesen. Damit lebte nahezu die Hälfte der irokesischen Bevölkerung in Kanada. Zu den Vertriebenen gehörten mehrheitlich Angehörige der Mohawk sowie zahlreiche Mitglieder anderer Stämme. Die meisten Reservate der Irokesen befinden sich heute im südlichen Ontario und Québec.

## Demografie

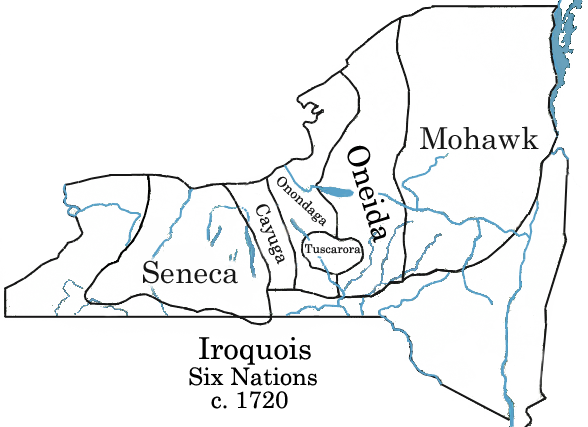
Aufnahme der Tuscarora als sechstes Mitglied in der Liga um 1722

Angesichts ihrer Bedeutung in der Geschichte Nordamerikas gab es um 1600 mit rund 20.000 Stammesmitgliedern nur relativ wenige Irokesen. Die räumliche Distanz ihres Wohngebiets zur Küste schützte sie weitgehend vor den ersten von Europäern eingeschleppten Krankheiten. Diese erreichten sie um 1650 und ließen ihre Bevölkerungszahl auf etwa die Hälfte schrumpfen (außer bei den Seneca). Eine weitere Ursache des Bevölkerungsrückgangs waren Verluste durch die permanenten Kriege gegen ihre Nachbarn. Im Gegensatz zu anderen Stämmen wuchs die Bevölkerungszahl der Irokesen im Verlauf des 17. Jahrhunderts wieder an und erreichte um 1660 mit etwa 25.000 ihr Maximum. Der Grund war die verbreitete Adoption von besiegten irokesisch sprechenden Gegnern, darunter mindestens 7000 Huronen und insgesamt die gleiche Anzahl aus anderen feindlichen Stämmen wie Angehörige der Neutral, Susquehannock, Tionontati und Erie. Im Laufe der Zeit wurden so die Irokesen zur Minderheit in ihrer eigenen Konföderation, was nicht ohne Probleme blieb.
Diese Massenadoption wurde jedoch nicht auf andere, nicht irokesisch sprechende Stämme ausgedehnt, so dass die Bevölkerungszahlen der Irokesen wieder sanken. Im Jahr 1722 wurden 1500 Tuscarora als sechstes Mitglied in das Bündnis aufgenommen, trotzdem war die Gesamtzahl der Irokesen 1768 auf 12.000 gesunken. Am Ende des Unabhängigkeitskrieges 1783 lebten weniger als 8.000 Irokesen. Von da an gab es eine langsame Erholung der Bevölkerungszahl, unter anderem auch eine Folge des neu erwachten Nationalstolzes der Ureinwohner, sich zu ihrer Herkunft zu bekennen. Der Zensus aus dem Jahr 1940 ergab 17.000 Personen irokesischer Abstammung im US-Bundesstaat New York und in Kanada. Heute werden rund 70.000 Irokesen gezählt, die in zwanzig Siedlungen und acht Reservaten in New York, Wisconsin, Oklahoma, Ontario und Quebec leben.
Heutige Bevölkerungszahlen:
| Nation        | Population | Sprache                       | Sprecher | Anteil |
| ------------- | ---------- | ----------------------------- | -------- | ------ |
| Cayuga        | 10.000     | Goyogo̱hó:nǫ’                  | 62       | 0,62 % |
| Mohawk        | 35.000     | Kanien'keha                   | 3.433    | 9,81 % |
| Oneida        | 14.000     | Onʌyota’a:ka                  | 160      | 1,14 % |
| Onondaga      | 1.200      | Onǫda’géga’                   | 17       | 1,42 % |
| Seneca        | 15.000     | Onödowá’ga:’                  | 25       | 0,17 % |
| Tuscarora     | 1.000      | Skarù∙rę’                     | 12       | 1,20 % |
| alle Irokesen | 76.200     | Rotinonhsón:ni (ohne Tsalagi) | 3.709    | 4,86 % |

## Kultur im 17. Jahrhundert
Die kulturellen Unterschiede zwischen den irokesisch sprechenden Gruppen waren gering: Alle hatten matrilineare soziale Strukturen, die Frauen besaßen das gesamte Familieneigentum und bestimmten die Verwandtschaft. Die Frauen bestellten die Felder unter der Aufsicht einer sogenannten Clanmutter (englisch clan mother). Im Herbst zogen die Männer zur Jagd in die Wälder und kehrten erst gegen Mitte des Winters zurück in die Dörfer. Ebenfalls Sache der Männer war im Frühling das Fischen, während andere Häuser bauten und Felder rodeten. Ihre Hauptaufgabe sahen die irokesischen Männer jedoch in der Kriegsführung. Folter der gefangenen Feinde und ritueller Kannibalismus gehörte zu den gefürchteten Sitten der Irokesen, doch diese waren ebenfalls bei mehreren anderen Stämmen im Nordosten Amerikas gebräuchlich. Dazu gehörte auch regelmäßige Opferungen von Albinohunden.
Das politische System des Irokesenbundes war im gesamten nordamerikanischen Raum einzigartig und machte sie zur mächtigsten Gruppe in den ersten 200 Jahren der Kolonialgeschichte. Merkwürdigerweise war ihre Gesamtzahl niemals sehr groß und die von ihnen besiegten Feinde waren häufig in doppelter Überzahl. Da die Irokesenliga schon vor dem ersten Kontakt mit Weißen gegründet wurde, unterlag das Bündnis keinem europäischen Einfluss.

### Lebensunterhalt
Die irokesisch sprechenden Stämme waren halbsesshaft, betrieben Ackerbau und bauten hauptsächlich Mais, Kürbis, Bohnen und Tabak an. So gab es beispielsweise siebzehn verschiedene Sorten Mais, sieben Kürbisarten und sechzig verschiedene Bohnensorten. Später kultivierten sie außerdem Obst, bevorzugt Äpfel und Pfirsiche. Die Felder lagen außerhalb der Dörfer und wurden von Frauen bestellt. Darüber hinaus sammelten sie zahlreiche Wildfrüchte, Nüsse, Pilze und essbare Wurzeln und Baumrinden. Salz wurde nur wenig gebraucht, dagegen war Ahornsirup zum Süßen der Speisen sehr beliebt. Fleisch von Wildtieren spielte bei den Irokesen für ihre Ernährung eher eine untergeordnete Rolle. Die Bedeutung der Landwirtschaft für die Irokesen äußerte sich in sechs jährlichen Festen, die mit Dankgebeten für die Ernte gipfelten. Dazu gehörte unter anderen das Grünmaisfest (engl. Green Corn Ceremony).

### Langhäuser

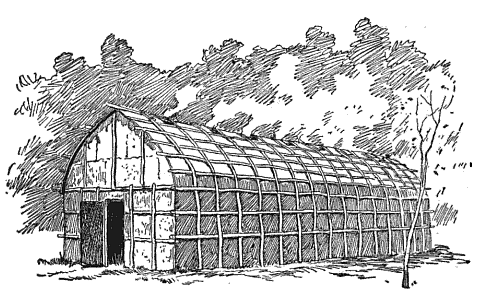
Ein traditionelles Langhaus der Irokesen

Die Irokesen umgaben ihre Dörfer zum Teil mit Palisaden und wohnten in Langhäusern, die mehrere Familien beherbergten. Die Langhäuser nannten sie Ganonh'sees. Sie bestanden aus einem rechteckigen Stangengerüst von oft rund zwanzig Metern Länge sowie je sechs Metern Breite und Höhe. Die biegsamen Stangen wurden an den oberen Enden zurechtgebogen und zusammengebunden. Große Rindenstücke von Ulme, Zeder und anderen geeigneten Bäumen dienten als Abdeckung und wurden überlappend angebracht und mit Bast befestigt. Der Hausbau und das Roden der Felder war Männerarbeit, dennoch galten die Häuser als Fraueneigentum. Ein Langhaus konnte je nach Größe fünf bis zwanzig Familien Unterkunft bieten. An jedem Ende befand sich eine Tür, von der ein zwei bis drei Meter breiter Korridor über die gesamte Länge des Hauses verlief. Beiderseits des Ganges befanden sich etwa fünfzig Zentimeter hohe Plattformen, die zum Sitzen und Schlafen genutzt wurden. Etwa zwei Meter darüber befand sich eine zweite Plattform, die als Speicherplatz oder als zusätzlicher Schlafplatz diente. Außerdem gab es im Langhaus rund drei Meter breite Familienabteile, die sich über beide Seiten des Mittelgangs erstreckten. Je zwei Familien teilten sich eine Feuerstelle, deren Rauch durch die darüber liegende Öffnung im Dach abziehen konnte. Bei Regen konnte das Loch im Dach mit einem Stück Rinde abgedeckt werden.

### Soziale und politische Organisation
Die kleinste wirtschaftlich autonome Einheit war die Familie. Mehrere Familien bewohnten ein Langhaus und mehrere Langhäuser bildeten einen Clan, der mit einem Tiernamen bezeichnet wurde. So gab es unter anderen den Bären-, Biber-, Wolf-, Schildkröten- und Hirschclan, die einer Phratrie (Clan-Verband) zugeordnet wurden. Die einzelnen Stämme der Irokesen bestanden aus zwei Phratrien, einer Verwandtschaftsgruppe, die aus mehreren Clans bestand und ihre Zusammengehörigkeit auf einen gemeinsamen, mythischen Ahnen zurückführte. Die weiblichen und männlichen Clanoberhäupter bildeten den Stammesrat. Dem Stammesrat übergeordnet war der irokesische Bundesrat (englisch Iroquois Grand Council), der aus fünfzig Sachems bestand, deren Titel erblich waren. Die Organisation wurde in einer Verfassung beschrieben, die auf 114 Wampums basierte. Jeder Stamm im Bündnis hatte eine festgelegte Zahl an Repräsentanten im Bundesrat: Onondaga 14, Cayuga 10, Oneida 9, Mohawk 9 und Seneca 8. Die Tuscarora besaßen keinen Vertreter. Der Bundesrat fällte Entscheidungen, die die gesamte Konföderation betrafen. In stammesinterne Probleme durfte er sich nicht einmischen. Es konnten nur einstimmig gefasste Beschlüsse verabschiedet werden. Bei den Ratsversammlungen trugen die Mitglieder Hirschgeweihe auf ihren Köpfen. Der Bundesrat versammelte sich immer in Onondaga. Auf der einen Seite des Feuers saßen die Mohawk und Seneca, ihnen gegenüber saßen die Cayuga und Oneida, während die Onondaga als Bewahrer des Großen Ratsfeuers und als Schiedsrichter zwischen ihnen saßen. Bei Stimmengleichheit konnten die Onondaga eine bindende Entscheidung treffen.

### Matrilineares Verwandtschaftssystem
Die irokesische Gesellschaft war matrilinear orientiert. Das Oberhaupt einer Familie war immer eine Frau und die Kinder gehörten zur mütterlichen Linie. Das Langhaus, der Boden und die Ernte waren Eigentum der Frau. Nach der Heirat zog der Mann in das Langhaus seiner Frau und die Kinder wurden Mitglieder ihres Clans. Das Erbrecht begünstigte die Tochter oder das nächste weibliche Mitglied der Familie. Auch die Führung eines Langhauses hatte eine ältere Frau inne. Das galt ebenfalls für den Clan, dessen führender Frau ein männlicher, von Frauen gewählter Häuptling zur Seite stand. Alle wichtigen Personen wurden von Frauen gewählt und konnten wieder von ihnen abgesetzt werden, wenn sie ihrer Aufgabe nicht gewachsen waren. Kein Krieg konnte ohne Einwilligung der Frauen geführt werden und eine Mutter konnte ihrem Sohn die Teilnahme am Kriegszug verbieten.

### Waffen und Kriegsführung

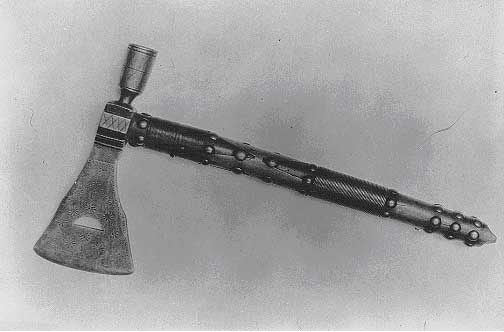
Ein Pfeifentomahawk aus dem frühen 19. Jahrhundert

Vor dem Kontakt zu Europäern und in der frühen Kolonialzeit gehörten eine Steinaxt und eine Kugelkopfkeule zu den wichtigsten Waffen der Irokesen. Die etwa sechzig Zentimeter lange Keule war aus Eisenholz gefertigt. Die Kugel hatte einen Durchmesser von zwölf bis sechzehn Zentimeter und war mit geschnitzten Tierbildern verziert. Später wurde die Kugelkopfkeule durch einen Pfeifentomahawk ersetzt, und an die Stelle von Pfeil und Bogen trat das Gewehr.
Der Anlass kriegerischer Auseinandersetzungen war die Abspaltung von Gentes mit Streitigkeiten um Jagdgründe oder Land in einer insgesamt wenig fruchtbaren Region mit harten Lebensbedingungen und hoher Frauen- und Kindersterblichkeit, seit 1740 auch der zunehmende europäische Siedlungsdruck durch die europäischen Kolonisatoren. Dies alles führte zur Etablierung einer kriegerischen Kultur, in der es immer auch um den Beweis von Mut und Tapferkeit ging, der durch die Erbeutung von Skalptrophäen, heiratsfähigen Frauen oder Gefangenen für den Marterpfahl zu erbringen war. Aber auch die Frauen hatten ein starkes Motiv, gefallene Krieger durch die Adoption von Kriegsgefangenen zu ersetzen (sog. Trauerkriege). Vor dem Kriegszug wurde nach einem entsprechenden Ratsbeschluss ein Fest gefeiert, das von Frauen vorbereitet wurde. Zum Fest gehörten Gesänge und Tänze der jungen Männer, die den Feind mit Siegesgebaren verhöhnten. Dabei tanzten sie von einem Ende des Langhauses zum anderen. Häufig wurden die Seneca von den Huronen, die ihrem Wohngebiet am nächsten lebten, belagert und angegriffen. Die Kriegszüge fanden überwiegend im Sommer statt, wenn das dichte Laub in den Wäldern genügend Deckung bot. Samuel de Champlain berichtete 1616, derartige Unternehmungen hätten den Charakter einer „organisierten Sportveranstaltung“. Die Krieger reisten gemächlich zum Territorium des Gegners, während sie unterwegs jagten und fischten. Nachdem sie den Ontariosee in südlicher Richtung mit dem Kanu überquert hatten, teilten sie sich in mehrere Gruppen und erreichten unentdeckt das gegnerische Dorf. Häufig wurden Frauen und Kinder entführt, bevor die Belagerung begonnen hatte. Normalerweise zogen sich die Angreifer in vorbereitete Verstecke zurück, sobald sie einige Verluste erlitten hatten. Offene Feldschlachten wurden möglichst vermieden und wenn der Feind Verstärkung aus anderen Dörfern bekam, machten sich die Angreifer auf den Heimweg. Sie transportierten ihre verwundeten Gefährten auf dem Rücken mittels einer provisorischen Trage. Ein wichtiges Motiv war auch die Ausschaltung der östlichen Konkurrenz im Pelzhandel (Krieg gegen die Huronen 1648/49, gegen die Susquehannock 1649–1656).

## Religionen
Die traditionelle Religion der Irokesen ist polytheistisch mit einem großen Pantheon an Göttern. Eine besonders wichtige Rolle spielt der Vegetationsgott Heno, der früher etwa in Dürrezeiten mit dem Donnertanzfest um Hilfe gebeten wurde. Zwei mythische Figuren, die den dualistischen Aspekt des irokesischen Denkens offenbaren, sind Tawiskaron – das Böse – und Tharonhiawagon – das Gute. Der öffentliche religiöse Kult dreht sich im Wesentlichen um sechs wiederkehrende Jahresfeiern in dieser Reihenfolge: Ahornfest, Maisaussaatfest, Erdbeerfest, Maisreifefest, Maiserntefest und Mittwinterfest. Die Leitung dieser und weiterer geheimer Zeremonien sowie Hilfe bei Krankheiten, Todesfällen und allem, was das Wohlergehen der Gesellschaft, der Umwelt oder gar der Götterwelt bedroht, übernehmen die Medizinbünde, die (mit deutlich reduzierten Aufgaben und von der Langhaus-Religion beeinflusst) heute noch existieren und die Bewahrer der „alten“ Religion sind.
Eine zentrale Rolle im Glauben spielt zudem Orenda, eine mythische Lebenskraft, die als eigentliche Ursache jeglichen Geschehens angesehen wird, die jedes Lebewesen mit allen Elementen verbindet und für ein „gesundes Gleichgewicht“ sorgt.
Wohl in Abwehr der zunächst nicht sehr erfolgreichen christlichen Mission vor allem der französischen Jesuiten stiftete der Seneca Handsome Lake 1799 ein synkretistisches Welterklärungsmodell als Kompromiss: die sogenannte Langhaus-Religion. Im Zuge eines Alkohol-Deliriums hatte er eine Vision: Vier Engel kamen als Boten des „Großen Geistes“ (einer Gleichsetzung des christlichen Gottes mit Orenda) und überbrachten ihm die neue Lehre der „Guten Nachricht“ (Gai’wiio). Sie basiert auf einer synkretistischen Mischung von traditionellen Kulten und dem Christentum. Viele Irokesen, die von den beiden Kulturen hin- und hergerissen waren, nahmen die neue Religion dankbar an, deren Glaubensbekenntnis stark vom Quäkertum beeinflusst wurde. Die Lehre berührte zahlreiche Lebensbereiche der Indianer und rief zu einem ausgesprochen moralisch-ethischen Leben auf.
Eine Begleiterscheinung der protestantischen, am Wort orientierten Missionierung durch die Engländer war die Verschriftlichung der irokesischen Sprache bereits im 18. Jahrhundert.
Die Mehrzahl der heutigen Irokesen bekennt sich zum Christentum. Nach den Erhebungen des evangelikal-fundamentalistisch ausgerichteten Bekehrungsnetzwerkes Joshua Project waren es 2016 60 Prozent. Nach einem erheblichen Einbruch bei der Langhaus-Religion in den 1960er Jahren kam es im Zuge des politischen Erstarkens der Akwesasne Mohawk Nation zu einer Revitalisierung, sodass heute wieder 20 bis 25 Prozent Anhänger angenommen werden. Den kleinsten Anteil haben die traditionellen Medizinbünde.

## Geschichte

### Frühgeschichte
Schon lange vor Ankunft der Europäer lebten die Irokesen im Norden des heutigen US-Bundesstaats New York, wie durch archäologische Artefakte nachgewiesen werden kann. Reste von Langhäusern wurden auf mindestens 1100 n. Chr. datiert. Spätestens ab dem 14. Jahrhundert bauten die Irokesen Mais an, was unter anderem einen Anstieg der Bevölkerungszahl und des Konfliktpotenzials zur Folge hatte. Die Zunahme an kriegerischen Auseinandersetzungen mit den Nachbarstämmen um 1350 zwang die Irokesen zur Anlage von größeren, befestigten Dörfern.
Die Onondaga entstanden nachweislich aus der Zusammenlegung zweier Dörfer in der Zeit zwischen 1450 und 1475. Der Ursprung der anderen vier Irokesenstämme ist ungewiss. Als Jacques Cartier 1535 erstmals den Sankt-Lorenz-Strom erkundete, traf er auf irokesisch sprechende Indianer. Sie lebten in mindestens elf Dörfern zwischen Stadacona (heute Québec) und Hochelaga (heute Montreal). Er beschrieb Hochelaga als ein großes befestigtes Dorf mit ausgedehnten Maisfeldern und mehr als 3.000 Einwohnern. Als sich Samuel de Champlain im Jahr 1603 auf Cartiers Spuren begab, waren die Irokesen und ihre Siedlungen am Sankt-Lorenz-Strom verschwunden. An ihrer Stelle lebten dort Montagnais und Algonkin.

### Irokesenliga: Gründung und Struktur
Das genaue Gründungsdatum der Irokesen-Konföderation ist unbekannt. Heute geht man von der Mitte des 15. Jahrhunderts aus, was durch archäologische Funde und die Erinnerung an die Sonnenfinsternis 1451 bestätigt erscheint. Einigkeit gibt es ebenfalls über die Ursachen, die zur Gründung des Bundes führten. Im 15. Jahrhundert verschlechterten sich die Beziehungen zwischen den Stämmen wegen der Bevölkerungsvermehrung derart, dass es zu endlosen, grausamen Kriegen untereinander kam. Die Irokesen liefen Gefahr, sich gegenseitig zu vernichten. Ein Mythos berichtet, dass der Himmelsträger Teharonhiawagon den irokesischen Völkern zwar unterschiedliche Pflanzen zum Anbau überließ, um durch den Zwang zum Austausch der Produkte den Frieden zwischen den Völkern zu sichern, deren Sprachen wechselseitig kaum verständlich waren. Sein Gegenspieler Tawiskaron brachte jedoch immer wieder Hass und Krieg in die Welt.
Über die Gründung des Bundes gibt es bei den Irokesen weitere Legenden: Um diese Zeit lebte Deganawidah, ein überragender Führer der Irokesen, der die schwierige Aufgabe übernahm, die Stämme zu einigen. Er sicherte sich die Unterstützung des Mohawk-Sachems Hiawatha. Beide genossen unter den Indianern höchstes Ansehen und später eine spirituelle Verehrung, so dass sie von der Wissenschaft als mythische Kulturheroen bezeichnet werden. Gemeinsam überzeugten sie die Irokesenstämme, ihre Streitigkeiten zu beenden und ein Bündnis zu gründen. Laut einer Legende verdunkelte er die Sonne, um die Gegner zu überzeugen. Tatsächlich ereignete sich um diese Zeit eine Sonnenfinsternis, die im nördlichen New York zu beobachten war. Die Bildung der Irokesenliga beendete die Kriege untereinander und bescherte den Irokesen eine Zeit des Friedens und relativen Wohlstands. Das Bündnis führte zudem zu politischer Einigung und militärischer Macht und war für Stämme außerhalb der Allianz etwa 130 Jahre lang ein nahezu unüberwindlicher Gegner. Die Bündnismitglieder waren nur untereinander verpflichtet, in Frieden zu leben. Gegenüber anderen Stämmen konnten sie Krieg führen und ihre eigenen Interessen verfolgen.
Sie bildeten zwei Allianzen, nämlich die Seneca, Cayuga und Onondaga im Westen und die Mohawk und Oneida im Osten. In einem fünfzig Jahre langen Krieg, der nach 1570 begann, vertrieben die östlichen Irokesen die benachbarten Stämme aus den Adirondack Mountains und vom oberen Sankt-Lorenz-Strom bis ins südliche Neuengland. Außerdem gab es Auseinandersetzungen über den Wampumhandel mit der mächtigen Mahican-Konföderation im Süden.
Der heute gebräuchliche indigene Name für die Irokesenliga leitet sich von zwei phonetisch ähnlichen, aber etymologisch unterschiedlichen Wörtern in der Seneca-Sprache ab: Hodínöhšö:ni:h („Leute des Langhauses“) oder Hodínöhsö:ni:h („Langhausbauer“), die Mohawk hingegen bezeichneten die Konföderation in ihrer Sprache als Rotinonsionni („Leute des Langhauses“).
Die indigenen Namen bzw. Bezeichnungen für die einzelnen Stämme/Nationen sind zuerst in der heute allgemein gebräuchlichen Namenskonvention wiedergeben, danach folgt – wenn möglich die Eigenbezeichnung (Autonym), dann die Seneca-Bezeichnung (historisch meist die üblichste), dann die Mohawk-Bezeichnung und zuletzt der zeremonielle Ratsname (meist dem Mohawk entlehnt).
Zu den Nationen der Irokesenliga zählten (von Ost nach West):
- Mohawk (Kanien'kehá:ka/Kanien’kehake – „Leute vom Land des Feuersteins“, Kanienkahagen;  Ratsname: „Hüter/Wächter des östlichen Tores“)
- Oneida (Onyota'a:ka/Onyota’ake – „Volk des (aufrecht)stehenden Steines“, Onayotekaono oder Oneniotehá:ka/Oneniote'á:ka; Ratsname: Latilutakówa (Onondaga) bzw. Nihatironta'kó:wa (Mohawk) – „Volk der großen Bäume/Baumstämme“)
- Onondaga (Onoñda’gega’/Onöñda’gaga’, Onundagaono oder Ononta’kehá:ka – „Volk vom Ort auf den Hügeln, d. h. von Onondaga“, Ratsname: Gana’dagwëni:io’geh oder Rotishennakéhte (Mohawk) bzw. Kayečisnakwe’nì·yu’ (Tuscarora) – „Hüter des Ratsfeuers“)
- Cayuga (Gayogohó:no’ – „Volk der Großen Sümpfe“, Guyohkohnyoh oder Kanawakonhá:ka, Alternativer Mohawk-Name: Kahoniokwenhá:ke – „Volk vom Ort, an dem die Boote aus dem Wasser geholt werden“, Ratsname: Shotinennawen'tó:wane – „Volk / Bewahrer der großen Pfeife“)
- Seneca (Onondowahgah/Onödowá’ga:’ – „Volk vom großen Berg“, Tsonontowanehá:ka/Tsonontowane'á:ka – „Volk vom Tsonontó:wane (dem großen Berg)“, Alternativer Mohawk-Name: Shotinontó:wane – „Ihr (bewohnter) Berg ist groß“, Ratsname: Rontehnhohanónhnha/Ratihnhohanónhnha bzw. Ronatehnhóhonte/Rotihnhóhonte – „Hüter/Wächter des westlichen Tores“) und ab 1722
- Tuscarora (Ska-Ruh-Reh – „Hanfsammler“ oder „Hemden-tragendes Volk“, Thatihskarò:roks/Tehatiskaró:ros/Taskaroraha:ka/Taskarorahaka; hatten kein Stimmrecht im Rat, wurden durch die Oneida vertreten).[23]

Das Territorium der Irokesenliga befand sich im zentralen heutigen US-Bundesstaat New York. Das Wohn- und Jagdgebiet der Mohawk war das größte innerhalb der Irokesenliga und lag am weitesten östlich; sie hießen deshalb Hüter des östlichen Tores – die Seneca mit ca. 4.000 Stammesangehörigen bei weitem der größte Stamm innerhalb der Liga waren die westlichste Nation und daher die Hüter des westlichen Tores (da die Irokesen/Haudenosaunee ihr Bündnis mit einem Langhaus verglichen).
Die Irokesenliga war bei den Franzosen zuerst als Ligue des Iroquois und später als Confédération iroquoise („Irokesenliga“) bzw. als Ligue des Cinq-Nations und bei den Briten als Five Nations („Fünf Nationen“) bekannt; ab 1722 mit dem Eintritt der Tuscarora nach dem verlorenen Tuscarora-Krieg als Ligue des Six-Nations bzw. Six Nations („Sechs Nationen“). Politisch hatten die Seneca bei der endgültigen Entscheidungsfindung im Rat (Grand Council) der Haudenosaunee als sog. „Ältere Brüder“ (Elder Brothers) zusammen mit den Mohawk und den Onondaga sehr großen Einfluss. Auf Grund der zentralen/mittigen Lage ihres Stammesgebiets, war ihre Hauptstadt „Onondaga“ gleichzeitig der Sitz des Großen Rates (bestehend aus 50 gewählten Clanhäuptlingen bzw. Hoyane) der Haudenosaunee und die Onondaga symbolisch die Bewahrer/Hüter des Ratsfeuers der Irokesenliga; sie waren verantwortlich für die Vorbereitung, Organisation und Entscheidungsfindung der Ratsversammlungen sowie der Bewahrung der Wampums, die der Dokumentation der Ratsbeschlüsse dienten. Die Häuptlinge waren in drei Gruppen organisiert: die „Älteren Brüder“ (Older Brothers – mit 8 Seneca-Häuptlingen und 9 Mohawk-Häuptlingen), den „Jüngeren Brüdern“ (Younger Brothers, mit 9 Oneida-Häuptlingen und 10 Cayuga-Häuptlingen) sowie den „Bewahrern/Hütern des Ratsfeuers“ (Fire Keepers, mit 14 Onondaga-Häuptlingen), die Onondaga hatten daher eine herausragende und oftmals abschließend entscheidende Funktion. Heute gibt es zusätzlich auch 6 Tuscaro-Häuptlinge, vormals hatten die Tuscarora im Stammesrat kein Stimmrecht.

### Ankunft der Franzosen und Niederländer

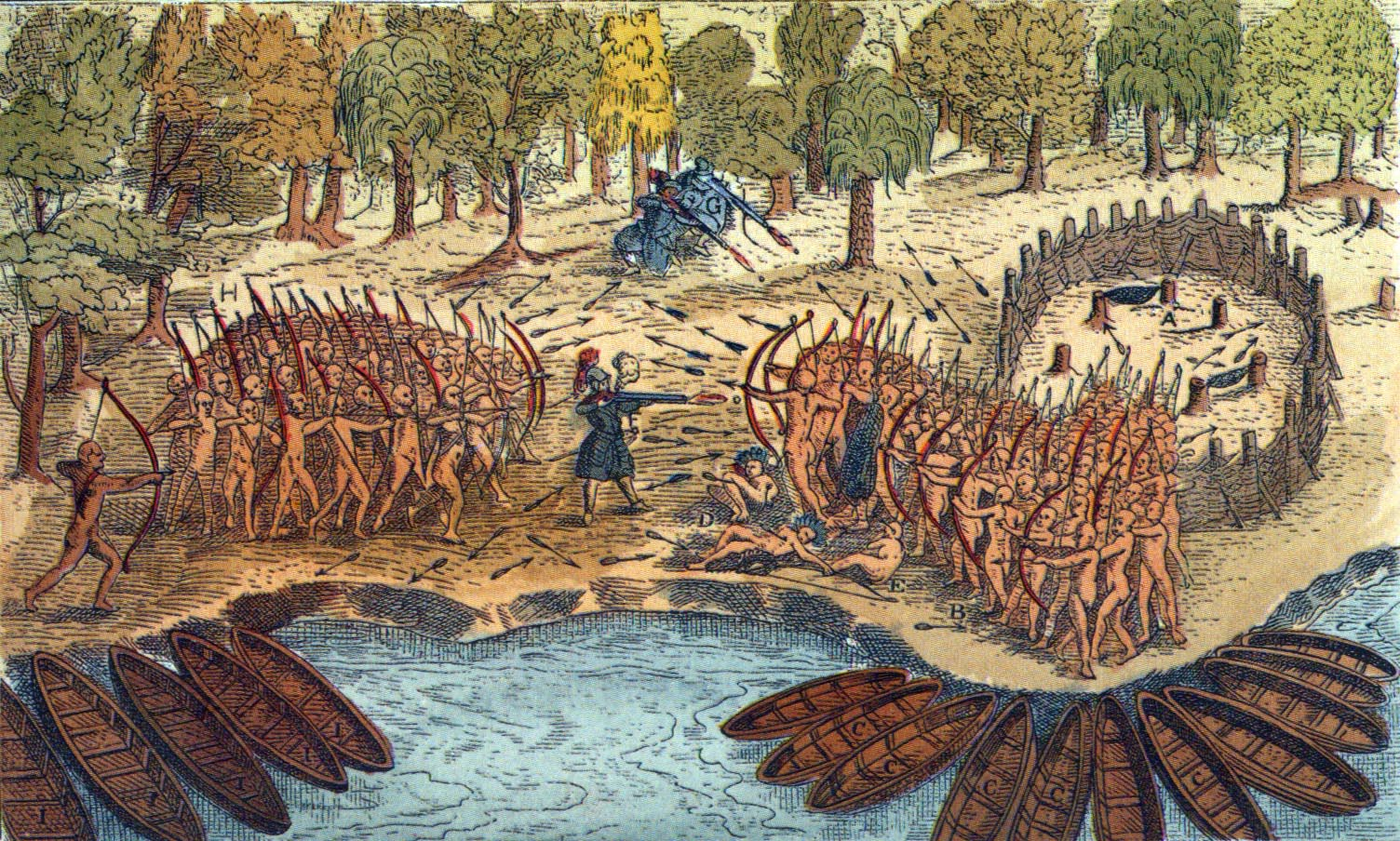
Der Kupferstich basiert auf einer Zeichnung von Samuel de Champlain von 1609. Es zeigt ein Gefecht zwischen Irokesen und Algonkin am Lake Champlain.

Samuel de Champlain errichtete 1608 für Frankreich eine Siedlung im heutigen Québec und erreichte die Gegend von Montréal um 1609. Seinem Bericht zufolge waren sie auf dem Sankt-Lorenz-Strom tagelang durch ein Kriegsgebiet gefahren, ohne einen anderen Menschen zu sehen. Die Algonkin und Montagnais waren von Mohawk-Kriegern derartig heftig angegriffen worden, dass sie sich vom Fluss entsprechend fernhielten.
Die Franzosen waren ausschließlich am Pelzhandel und nicht an Siedlungsgebieten interessiert. Ihre potentiellen Handelspartner wünschten sich die Franzosen auch als Verbündete im Kampf gegen die Irokesen. Im Juli 1609 begleitete Samuel de Champlain einen Kriegszug der verbündeten Huronen, Montagnais und Algonkin gegen die Mohawk. Mit ihren überlegenen Schusswaffen gelang es den Franzosen, die Irokesen zu besiegen und einige ihrer Führer zu töten. Die Mohawk änderten danach ihre Taktik und verzichteten auf massierte Angriffe und nutzlose hölzerne Brustpanzer. Außerdem versuchten sie, den französischen Musketenkugeln durch blitzschnelles Fallenlassen vor dem Abschuss zu entgehen. Trotzdem wurden sie nach 1610 aus der Gegend des Sankt-Lorenz-Stroms vertrieben. In den nächsten 20 Jahren übernahmen die Algonkin und Montagnais erneut die Kontrolle über das Gebiet und den Pelzhandel. Die Franzosen drangen weiter nach Westen bis zu den Dörfern der Huronen vor und beteiligten sich an einem Angriff auf die Onondaga. Damit entwickelten sie sich zu einem Gegner, der von dem Bündnis zukünftig erbittert bekämpft wurde. Die Irokesen konnten die Passage über den Ontariosee verhindern und zwangen die Franzosen, einen weiten Umweg über das Tal des Ottawa River zu machen, um die westlichen Großen Seen zu erreichen.
Die Irokesen benötigten Gewehre und stählerne Tomahawks, die sie aber nur über den Pelzhandel erwerben konnten. Um 1610 erreichten niederländische Händler das Tal des Hudson River. Sie belieferten die Irokesen mit den gewünschten Waffen, um mit ihnen gemeinsam die Susquehannock im Süden zu bekämpfen. 1624 errichteten die Holländer einen Handelsposten bei Fort Orange, der für die Mohawk leichter zu erreichen war. Zudem versuchten die Niederländer, auch Pelzhandel über Mittelsmänner der Mahican mit den Algonkin und Montagnais im Norden zu treiben. 1624 entbrannte zwischen Mohawk und Mahican ein heftiger Krieg, den die Niederländer nicht verhindern konnten. Um 1628 hatten die Mohawk gesiegt und die Mahican ostwärts über den Hudson River getrieben. Die Mahican mussten Tribut in Form von Wampum zahlen. Die Niederländer akzeptierten den Sieg der Mohawk und machten sie zu ihrem wichtigsten Alliierten und Handelspartner. Die Irokesen besaßen eine strategisch äußerst wichtige Position. Ihr Wohngebiet befand sich genau zwischen den Niederländern im Hudsontal, den Pelzlieferanten rund um die Großen Seen sowie den französischen Pelzhändlern am Sankt-Lorenz-Strom.

### Biberkriege

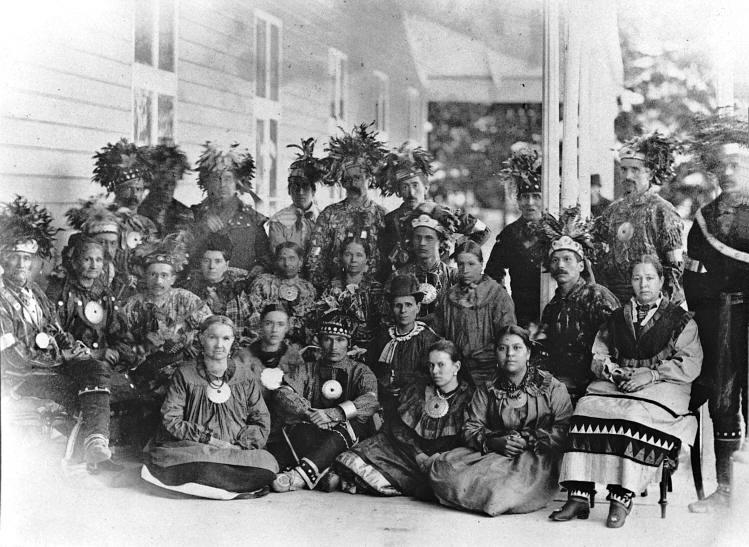
Huronen in Festkleidung in Quebec um 1880

Aus dieser Situation entwickelten sich die Biberkriege, eine ununterbrochene Folge von Konflikten im östlichen Nordamerika zwischen der Irokesenliga und ihren mit Frankreich verbündeten Nachbarstämmen, die rund siebzig Jahre dauern sollten. Heute fast vergessen, gelten die Kriege als eine der blutigsten Auseinandersetzungen in der Geschichte Nordamerikas und wurden auf beiden Seiten mit extremer Brutalität geführt. Um 1630 hatten die Holländer ihre irokesischen Handelspartner mit Feuerwaffen, sogenannten Arkebusen, ausgerüstet. Der Gebrauch von Feuerwaffen führte jedoch zur Überjagung der Biber. Wie andere Stämme im Gebiet der Großen Seen und des Ohio-Tals hatten auch die Irokesen ihre Gebiete überjagt. Sie waren gezwungen, die Pelze durch Handel oder Krieg zu erlangen.
Deshalb griffen sie die schwächeren Nachbarstämme an und vertrieben 1638 die Wenro aus ihrem Territorium. Diese flüchteten nach Norden zu den Huronen. Im Frühjahr 1641 begann der Krieg gegen die Huronendörfer am Sankt-Lorenz-Strom, um deren Pelzhandel mit den Franzosen zu beenden. 1645 gab es Verhandlungen zwischen den Franzosen und den beteiligten Parteien, in denen die Franzosen die Bedingungen der Irokesen akzeptierten. Im nächsten Sommer brachten 80 Kanus der Irokesen Pelze zu den französischen Händlern, doch diese verlangten, dass die Huronen als Zwischenhändler fungieren sollten. Die Irokesen fühlten sich übervorteilt und der Krieg begann aufs Neue.
Die Huronen und die Irokesen hatten zu dieser Zeit mit geschätzten 8.000 bis 10.000 Mann ungefähr die gleiche Anzahl an Kriegern. 1647 bildeten Huronen und Susquehannock eine Allianz, um der irokesischen Aggression zu begegnen. 1648 griffen irokesische Krieger erneut die Dörfer der Huronen an, töteten die männlichen Einwohner und nahmen zahlreiche Frauen und Kinder zur späteren Adoption gefangen. Die überlebenden Huronen flüchteten aus ihrem Land und suchten Schutz bei den Stämmen an den nördlichen Großen Seen. Damit kontrollierten die Irokesen ein Gebiet mit reichem Bibervorkommen und hatten freien Zugang zu den französischen Händlern in Kanada.
1651 hatten die Irokesen die Neutral Nation besiegt und aus ihrem traditionellen Stammesgebiet vertrieben. Dasselbe Schicksal erlitten die Erie im Jahr 1656. Nachdem die Völker im Norden und Westen vernichtet oder vertrieben waren, richtete die Irokesenliga ihr Augenmerk auf die Susquehannock im Süden. Mit Hilfe der englischen Kolonisten in Maryland wurden die Susquehannock und ihre Alliierten 1663 aus ihrem Stammesgebiet vertrieben oder von den Irokesen adoptiert.
In der Zwischenzeit hatten die Franzosen im Norden aufgerüstet und reguläre Truppen nach Kanada gebracht. Gleichzeitig wurden ihre indianischen Verbündeten mit Gewehren ausgerüstet. Eine Pockenepidemie schwächte die Irokesen, die allmählich durch die Auswirkungen von Krankheit, Hunger und Krieg vom Aussterben bedroht waren. 1665 schlossen drei von fünf Nationen des Irokesenbündnisses einen Friedensvertrag mit den Franzosen. Nachdem französische Truppen die Dörfer und Ernte der Mohawk und Oneida niedergebrannt hatten, waren auch diese 1667 zum Frieden bereit, der 13 Jahre andauerte. Zugleich erlaubten sie den französischen Missionaren, ihre Dörfer zu besuchen.
Um 1680 begann die zweite Phase des Biberkriegs. Die Seneca, verstärkt durch Krieger der Miami, starteten einen Angriff gegen die Illinois. Viele Illinois flohen nach Westen jenseits des Mississippi. Die französische Besatzung von Fort Crèvecoeur und der benachbarten Trading Post (dt. Handelsposten) zogen sich nach Wisconsin zurück. Die zurückgebliebenen Dorfbewohner fanden mit wenigen Ausnahmen den Tod. 1682 errichtete Henry Tonti das Fort St. Louis am oberen Illinois River. Dieser stark befestigte Stützpunkt konnte gegen die Irokesen bestehen, so dass die geflohenen Illinois in ihr traditionelles Territorium zurückkehrten, verstärkt durch Shawnee und Miami, die die Seite gewechselt hatten. 1684 hatten sich rund 20.000 Indianer in der Gegend von Fort St. Louis versammelt. Ein erneuter Angriff der Irokesen scheiterte. Diese Niederlage gilt als Wendepunkt der Biberkriege. Die Franzosen begannen, eine vielstämmige Allianz gegen die Irokesenliga zu organisieren, der 1687 rund siebzehn Stämme angehörten. In Kanuschlachten auf dem Lake St. Clair und dem Eriesee wurden die Irokesen geschlagen und mussten sich nach weiteren Niederlagen im Verlauf der 1690er-Jahre in ihr altes Wohngebiet südlich des Ontariosees zurückziehen.
Der letzte Abschnitt des Biberkriegs fand zeitgleich mit dem King William’s War (1688–97) zwischen Britannien und Frankreich statt. Französische Truppen griffen 1687 Dörfer der Seneca und Onondaga an. Diese schlugen 1689 zurück und töteten mehr als 200 Siedler in Lachine bei Montreal. Zwischen 1693 und 1696 führten die Franzosen unter Louis de Buade, Gouverneur von Kanada, drei separate Feldzüge gegen Dörfer der Onondaga und Oneida und brannten sie nieder.
1697 beendete der Vertrag von Rijswijk den Krieg zwischen Britannien und Frankreich und stellte die Irokesen unter britischen Schutz. Frieden mit den Irokesen wurde allerdings noch nicht geschlossen. Erst 1701 endeten die Kämpfe zwischen den Franzosen und Irokesen mit dem Friedensvertrag von Montreal. Nach Albany entsandte irokesische Delegierte bestätigten die Allianz mit England. Diese Verträge bestimmten die irokesische Politik in den folgenden Jahrzehnten des 18. Jahrhunderts. Danach blieb die Irokesenliga bei zukünftigen Konflikten zwischen Briten und Franzosen weitgehend neutral und konnte ihr Hauptaugenmerk auf den Pelzhandel richten.

### Achtzehntes Jahrhundert

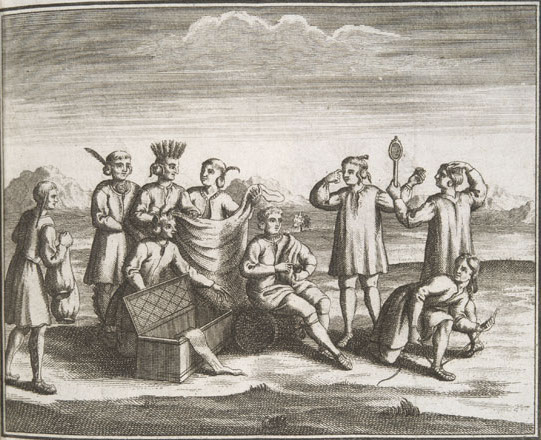
Irokesischer Handel mit Europäern um 1722

Im Queen Anne’s War (1701–1713) blieb die Irokesenliga neutral und verfolgte interessiert den Ausgang des Krieges. Der Friedensvertrag von Utrecht beendete den Krieg und die Irokesen wurden als britische Untertanen anerkannt. 1727 gestatteten sie den Briten, Fort Oswego auf ihrem Stammesgebiet zu errichten, das sich bald zum englischen Handelszentrum entwickelte, weil sich damit der Reiseweg zu den Stämmen an den Großen Seen entscheidend verkürzte. Um 1728 kamen achtzig Prozent der Biberfelle auf dem Markt in Albany von französischen Alliierten. Die Briten akzeptierten die Neutralität der Irokesenliga und betrachteten diese als nützlichen Puffer zwischen sich und den Franzosen in Kanada.
Die irokesisch sprechenden Tuscarora verließen ihr Territorium in North Carolina und zogen nach Pennsylvania, wo sie um 1722 von der Liga als sechste Nation in die Konföderation aufgenommen wurden. Sie galten als Juniorpartner und ihre Häuptlinge waren nicht im Großen Rat vertreten.
Zu den bedeutenden diplomatischen Leistungen der Irokesenliga gehörte die Covenant Chain (dt. Bündniskette), ein Friedens- und Freundschaftbündnis zwischen der Liga, anderen Indianerstämmen und den Briten. Im Jahr 1736 einigten sich Beamte der Kolonie Pennsylvania und der Große Rat der Liga darauf, dass die Irokesen bei sämtlichen Verhandlungen zwischen Indianern und der Kolonie als Wortführer fungieren sollten.
Im King George’s War (1744–48) zwischen England und Frankreich blieb die Liga zunächst neutral und beteiligte sich später nur halbherzig am Krieg. Der Krieg endete 1748 mit dem Frieden von Aachen. In den folgenden Jahren versuchten die Franzosen, verlorenen Einfluss zurückzugewinnen. Sie errichteten 1753 eine Kette von Forts vom Eriesee bis zur Gabelung des Ohio River. Eine Expedition unter General Edward Braddock gegen Fort Duquesne im Jahr 1755 endete mit einer Niederlage der Engländer und überließ die Region französischer Kontrolle.

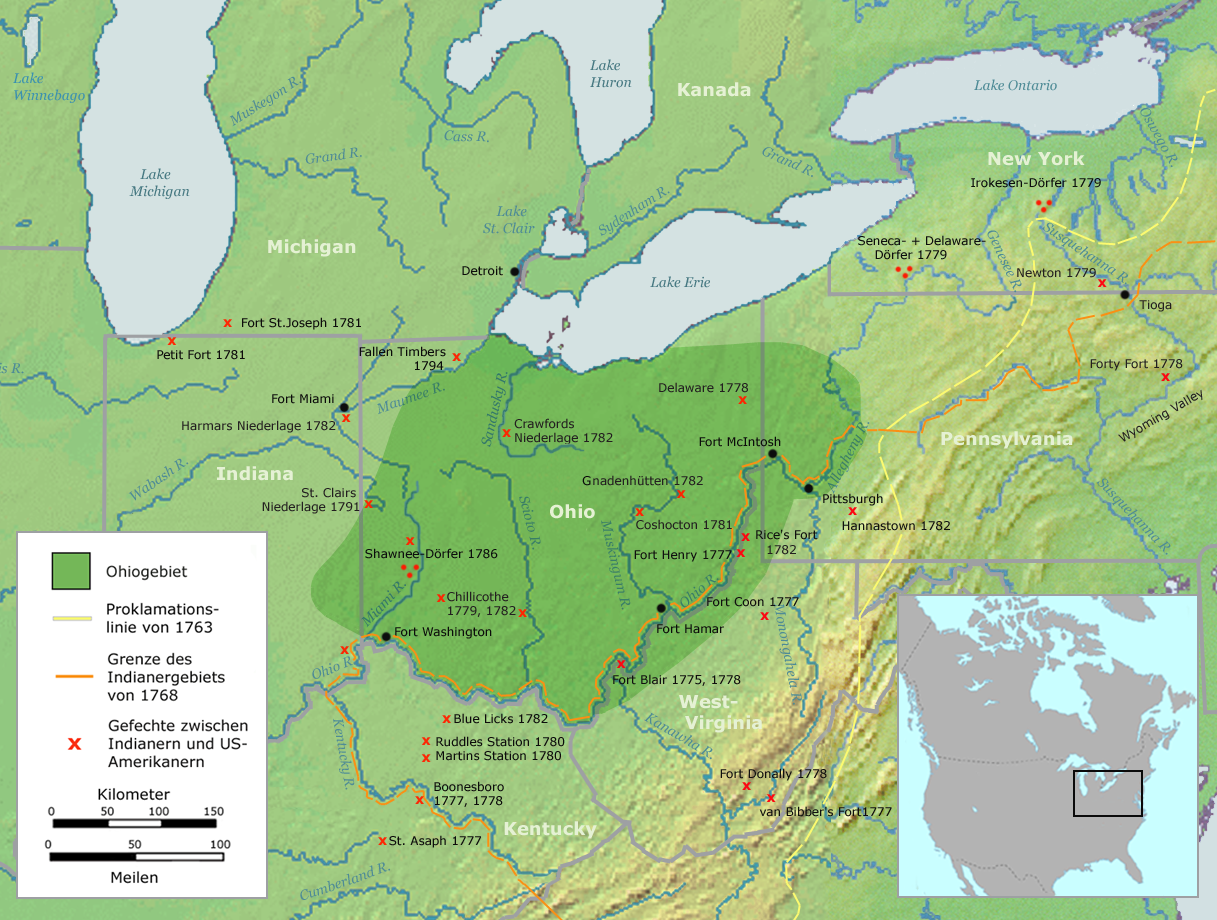
Das Ohiogebiet und Gefechte zwischen Indianern und Truppen der Vereinigten Staaten zwischen 1775 und 1811

Mit der Kriegserklärung Englands an Frankreich begann 1754 der Franzosen- und Indianerkrieg (1754–63). Der Krieg beendete die französische Herrschaft in Nordamerika und war von großer Bedeutung für die spätere Geschichte der USA und Kanadas. Die Stämme der Irokesenliga blieben in diesem Konflikt nicht neutral. Während die Mohawk auf englischer Seite kämpften, unterstützten die Seneca die französischen Truppen. Am 10. Februar 1763 wurde mit dem Frieden von Paris der Krieg offiziell beendet. Frankreich musste den Großteil seiner nordamerikanischen Besitzungen an England abtreten.
Die Indianerstämme im Ohiogebiet erhoben sich im Mai 1763 im Pontiac-Aufstand gegen die Briten. Sie eroberten zahlreiche Forts und Siedlungen im Ohiotal und im westlichen Pennsylvania, scheiterten jedoch an Fort Pitt und Fort Detroit, das von Anfang Mai bis Ende November 1763 belagert wurde. Mit ihrer geschickt angewendeten Guerillataktik waren Pontiacs Indianer auch regulären britischen Armeeeinheiten gewachsen. Erst im Herbst 1764 gelang es den Briten mit Hilfe zweier Expeditionen unter den Obersten John Bradstreet und Henry Bouquet, die Indianer wieder zu unterwerfen. Eine wesentliche Rolle spielte dabei, dass den indianischen Kriegern die Munition ausging und eine Unterstützung durch Frankreich ausblieb. Die Indianer im Kriegsgebiet mussten zur Kenntnis nehmen, dass sie sich nun unter britischer Herrschaft befanden.
Der Amerikanische Unabhängigkeitskrieg (1775–82) entwickelte sich nach anfänglichen Hoffnungen für die Indianer östlich des Mississippi als Desaster. Weder die Mitglieder der Irokesenliga noch die separaten Stämme konnten sich zunächst entscheiden, welche Seite sie unterstützen oder ob sie neutral bleiben sollten. Die Mohawk, Onondaga, Cayuga und Seneca entschieden sich schließlich mehrheitlich für die Briten, während die Oneida und Tuscarora die amerikanische Seite unterstützten. Der Mohawkhäuptling Joseph Brant wurde zum Offizier ernannt und kämpfte in der britischen Armee. Er überfiel Siedlungen der Kolonisten im Grenzgebiet und fügte den Amerikanern schwere Verluste zu.

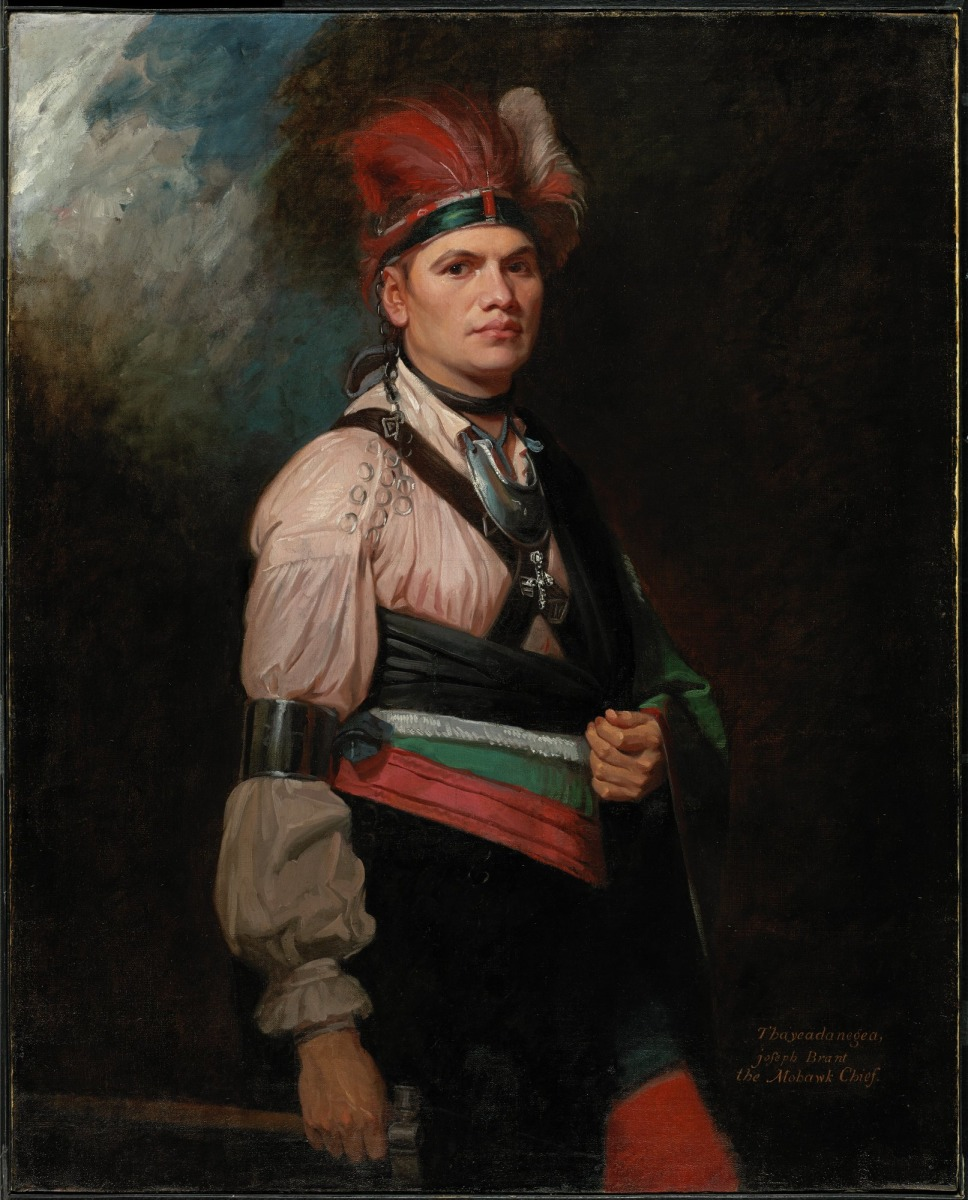
Joseph Brant oder Thayendanedea

1779 griff eine amerikanische Expeditionsarmee unter General John Sullivan und Oberst Daniel Brodhead als Vergeltung mehrere Irokesendörfer an, verwüstete die Felder und Obstgärten der Indianer und brannte ihre Dörfer nieder. Die Bewohner waren zuvor nach Kanada geflohen und blieben dort bis zum Ende des Krieges im Jahr 1782. Im Frieden von Paris 1783 erkannte Großbritannien die Unabhängigkeit der ehemaligen britischen Kolonien an.
Die Stämme der Irokesenliga mussten einzeln mit der amerikanischen Regierung verhandeln, wo sie zukünftig leben wollten. Ein Teil der Mohawk entschied sich für das Gebiet, das ihnen während des Kriegs an der Bay of Quinté zugewiesen worden war. Die restlichen Mohawk wollten am Grand River in Ontario siedeln. Ihnen schlossen sich eine Anzahl Cayuga sowie einige Onondaga und Seneca an. Die Mehrheit der Seneca entschied sich für Land am Buffalo Creek im westlichen New York; ihnen folgten einige Cayuga und Onondaga. Andere wollten in ihrem traditionellen Wohngebiet bleiben, so ein Teil der Cayuga am Cayuga Lake und einige Onondaga am Onondaga Creek. Ein Teil der Seneca entschied sich für Land im Genesee Valley, wo sie vor dem Krieg gelebt hatten. Ein anderer Teil der Seneca wollte weiter westlich im Staat New York bleiben, in dem vier große Siedlungen existierten, die im Treaty of Big Tree 1797 zu Reservaten umgewandelt wurden. Alle Reservate wurden nach den Flüssen benannt, an denen sie lagen: Buffalo Creek, Cattaraugus, Alleghany und Tonawanda. Die Oneida, die auf der Seite der Amerikaner gekämpft hatten, durften in ihrer früheren Heimat bleiben. Die Caughnawaga-, Saint-Regis- und Lake-Two-Mountain-Irokesen blieben in dem Gebiet, das sie vor dem Krieg bewohnt hatten.
Brant ging nach dem Krieg mit 2000 Anhängern, insbesondere Mohawk, nach Kanada und siedelte am Grand River im südlichen Ontario auf 675.000 Acres (27,3 km²), die er als Entschädigung für verlorenes Land der Irokesen in New York von Gouverneur Frederick Haldimand erhalten hatte. Auf diesem Land wurde die Six Nations Reserve at Grand River errichtet, in der Brant das Ratsfeuer der Irokesenliga neu entfachte, das 1777 erloschen war. Brant starb am 24. November 1807. Die Stadt Brantford in Ontario wurde nach ihm benannt. Ein zweites Ratsfeuer wurde in der Buffalo Creek Reservation in den USA angezündet, wo eine größere Anzahl an Onondaga und Seneca sowie einige Cayuga lebten.
Die Algonkinstämme hatten alle Hoffnungen verloren, mit der neuen amerikanischen Regierung zu einer Einigung zu kommen. Diese behauptete, dass die Indianer keinen Rechtsanspruch auf eigenes Land hätten. Um wirksamen Widerstand gegen das Eindringen der amerikanischen Siedler leisten zu können, bildeten sie unter Häuptling Little Turtle eine neue Konföderation. Als traditionelle Feinde der Algonkin trat die Irokesenliga, deren Mitglieder sich mehrheitlich in Kanada aufhielten, dieser Koalition nicht bei. Die vereinigten Stämme fügten den Amerikanern zwei der schwersten Niederlagen ihrer Geschichte zu. Zuerst besiegten sie General Josiah Harmar in der Schlacht am Maumee River, dann vernichteten sie die Armee von General Arthur St. Clair in der Schlacht am Wabash River, in der die Amerikaner über 600 Soldaten und Milizionäre und
rund 70 Wagenführer und Frauen des Trosses verloren. Trotz dieser Niederlagen lehnten die Amerikaner die Forderungen der Konföderation nach eigenem Land ab. Ohne britische Unterstützung und britische Waffenlieferungen war die Lage der Indianer hoffnungslos. Im Vertrag von Greenville von 1793 traten die amerikanischen Ureinwohner den Vereinigten Staaten große Teile des heutigen US-Bundesstaats Ohios ab.

### Seit dem neunzehnten Jahrhundert bis heute

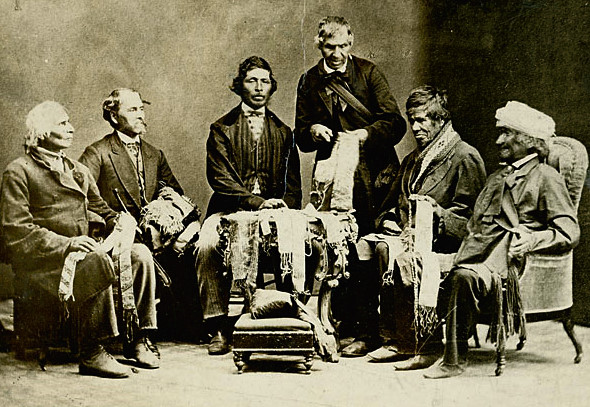
Häuptlinge der „Sechs Nationen“ führen dem Ethnologen Horatio Hale ihre Wampumgürtel vor (1871)

Der Vertrag von Greenville brachte einige friedliche Jahre. Zu Beginn des neunzehnten Jahrhunderts entstand eine Bewegung, um den demoralisierten Ureinwohnern neuen Mut zu geben. An der Spitze dieser Bewegung standen Tecumseh und sein Bruder Tenskwatawa vom Stamm der Shawnee. Die religiös ausgerichtete Bewegung war stammesübergreifend und wurde von einer Vision Tenskwatawas getragen. Tecumseh und Tenskwatawa gewannen zahlreiche Anhänger, vor allen Dingen bei anderen Stämmen im Ohiogebiet, die Irokesen jedoch blieben neutral. Zu Tecumsehs Allianz gehörten zumindest die Mingo, eine Splittergruppe der Seneca. Sie waren Tecumseh nach Kanada gefolgt und unterzeichneten 1815 den Vertrag von Indian Springs, der ihnen die Rückkehr in die Vereinigten Staaten erlaubte.

#### Seneca

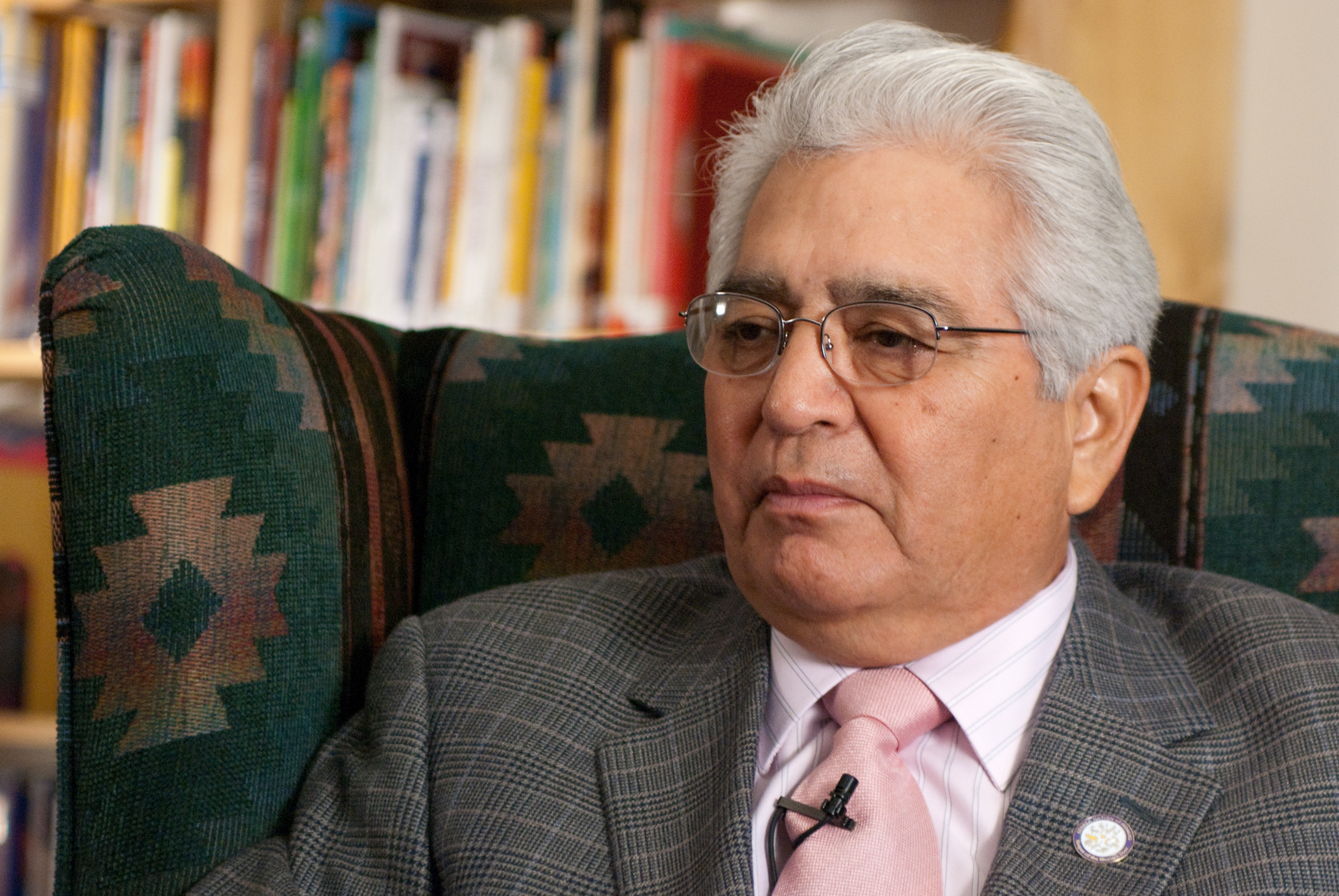
Präsident der Seneca-Nation Barry E. Snyder jr., 2009

Mit dem Indian Removal Act (deutsch Gesetz zur Umsiedlung der Indianer), das 1830 von Präsident Andrew Jackson erlassen wurde, sollten die Indianer im Osten der USA gezwungen werden, in Gebiete westlich des Mississippi umzusiedeln. Im Vertrag von Buffalo Creek von 1838 stimmten die Indianer im Bundesstaat New York zu, in die für sie eingerichteten Reservate im südöstlichen Kansas zu ziehen. Tatsächlich wurden jedoch viele Teile dieses Vertrags nicht erfüllt, denn einflussreiche Quäker verhinderten dessen Durchführung. Um 1846 waren lediglich 210 New-York-Seneca nach Kansas umgezogen. Die Seneca verloren jedoch fortwährend Land an Weiße aufgrund der inkompetenten und korrupten Stammesführung, obwohl entsprechende bundesstaatliche Gesetze diese Machenschaften eigentlich unterbinden sollten. Als Reaktion hierauf wurde die erbliche Häuptlingswürde abgeschafft. Die Mehrheit der Seneca in New York entschied sich für eine gewählte Regierung und bildete 1848 die Seneca Nation of Indians. Die Tonawanda Band of Seneca Indians spaltete sich ab und behielt das traditionelle Häuptlingssystem bei. Beide Stämme werden bundesstaatlich anerkannt (englisch federally recognized).

#### Mohawk
Die Mitglieder der Mohawk leben in Siedlungen im südöstlichen Kanada und im US-Bundesstaat New York.
Das größte Reservat mit rund 190 km² ist Six Nations of the Grand River in Brant in Ontario. Das Land war den Irokesen in der Haldimand-Proklamation 1797 von Gouverneur Frederick Haldimand zugesprochen worden, weil sie auf der Seite der Briten im Amerikanischen Unabhängigkeitskrieg gekämpft hatten. In Grand River leben die Mitglieder aller sechs Nationen der Irokesenliga. Sie hatte im Dezember 2010 insgesamt 23.902 Mitglieder.
Das Tyendinaga Mohawk Territory ist ein 73 km² großes Reservat an der Bucht von Quinte im südöstlichen Ontario. 2011 hatte die Bay of Quinte Nation 8.006 Mitglieder, hauptsächlich Nachkommen der Mohawk. Das Kahnawake Mohawk Territory ist ein 48,05 km² großes Reservat am Südufer des Sankt-Lorenz-Stroms bei Montreal. Hier lebten im Jahr 2006 rund 8.000 Mitglieder der Kahnawake First Nation, ebenfalls hauptsächlich Nachkommen der Mohawk. Kanesatake ist ein 11,88 km² großes Reservat am Ufer des Lake of Two Mountains am Ottawa-Fluss im südwestlichen Quebec. 2011 hatte das Reservat rund 2000 Einwohner. Akwesasne Territory ist ein 85,89 km² großes Gebiet an beiden Ufern des Sankt-Lorenz-Stroms. Hier leben Angehörige der Akwesasne Mohawk Nation. Die Zugehörigkeit der beiden Teile des Reservats zu den USA bzw. zu Kanada hat bis in die 2000er Jahre mehrfach zu Konflikten geführt, wobei der kleinere kanadische Anteil nochmals zwischen den Provinzen Québec und Ontario aufgeteilt ist. In Québec wurde auch länger an der Politik der Zwangsassimilation in katholischen Internaten festgehalten als in den USA und Ontario.
Im nordöstlichen New York liegen Ganienkeh mit 2,4 km² und Kanatsiohareke.
Die Oka-Krise im Jahr 1990 war ein Konflikt zwischen Angehörigen der Mohawk und der kanadischen Regierung. Sie gipfelte in einer Schießerei zwischen Stammesangehörigen und der Provinzpolizei von Quebec und kostete einen Polizisten und einen Ältesten der Mohawk das Leben. Auslöser war der Plan, einen Golfplatz auf Mohawkgebiet zu bauen. Die Proteste eskalierten in einer zweimonatigen Straßenblockade bei dem Ort Oka in Quebec.

#### Oneida
Der Bundesstaat New York nötigte um 1830 alle dort lebenden Indianer, in vorbereitete Reservate im Westen zu ziehen. In dieser Zeit gingen auch zahlreiche Oneida nach Wisconsin und Kanada, nur wenige blieben in New York zurück. Heute gibt es die Oneida Indian Nation in New York, die Oneida Nation of Wisconsin an der Green Bay in Wisconsin, die Oneida Nation of the Thames in Southwold, Ontario, und die Oneida innerhalb der Six Nations of the Grand River First Nation in Ontario.

#### Cayuga
Im November 1794 unterzeichneten die Cayuga den Vertrag von Canandaigua, in dem sie den größten Teil ihres Landes in New York an die Vereinigten Staaten übereigneten. Heute gibt es drei Cayuga-Gruppen (englisch bands). Die beiden größten sind die Lower Cayuga und die Upper Cayuga, die in die Six Nations of the Grand River First Nation integriert sind. In den Vereinigten Staaten gibt es die Cayuga Nation of New York in Perrysburg und den Seneca-Cayuga Tribe of Oklahoma im Nordosten Oklahomas. Beide Stämme werden bundesstaatlich anerkannt (englisch federally recognized).

#### Onondaga
Gemeinsam mit anderen Stämmen der Irokesenliga unterzeichneten die Onondaga 1794 den Vertrag von Canandaigua, in dem sie ihr traditionelles Land in New York an die Vereinigten Staaten abtraten. Gleichzeitig wurde ihnen offiziell bestätigt, dass sie rechtmäßiger Besitzer des Gebiets seien.
Heute gibt es drei Onondaga-Gruppen: Die Onondaga Nation auf der Onondaga Reservation in Nedrow bei Syracuse in New York. In Kanada leben die Onondaga of Oswegen und die Bearfoot Onondaga, beide innerhalb der Six Nations of the Grand River First Nation in Ontario.

#### Tuscarora
Nachkommen der Tuscarora sind heute in drei Gebieten Nordamerikas zu finden. Im Nordosten, bei Lewiston in New York, liegt die Tuscarora Reservation mit 1152 Stammesmitgliedern (Zensus 2010). Weitere rund 2004 Tuscarora (Zensus 2010) leben innerhalb der Six Nations of the Grand River First Nation in Ontario, Kanada.
Diverse Gruppen und Organisationen mit Tuscarora-Abstammung gibt es in North Carolina, von denen aber keine bundesstaatlich anerkannt wird. Dazu gehören: Die Southern Band Tuscarora Indian Tribe in Windsor, North Carolina; die Hatteras Tuscarora von 1978; der Tuscarora Tribe of Indians in Maxton (1979); die Tuscarora Nation of Indians of North Carolina (2006) und die Tuscarora Nation One Fire Council im Robeson County (2010).
Einige der Nachkommen leben in Oklahoma. Es handelt sich hier um Tuscarora, die im frühen 19. Jahrhundert gemeinsam mit den Mingo zunächst in New York, dann in Ohio und Kansas und schließlich in Oklahoma lebten. Ab 1937 sind sie Mitglieder des neu gegründeten Seneca-Cayuga Tribe of Oklahoma und siedeln im nordöstlichen Teil von Oklahoma. Der Stamm wird bundesstaatlich anerkannt (englisch federally recognized).

## Rezeption
Die freiheitliche Verfassung der Irokesen wurde in Schriften der europäischen Aufklärung wie „Die große Friedensfrau der Irokesen“ von Johann Gottfried Herder thematisiert. Bei Friedrich Engels nimmt sie in dessen Schrift „Der Ursprung der Familie, des Privateigentums und des Staats“ eine wichtige Stellung ein (beeinflusst wiederum von Bachofens „Mutterrecht“).

## Ausstellungen
- 2013: Auf den Spuren der Irokesen, Bundeskunsthalle, Bonn; danach Gropiusbau, Berlin. (Ausstellungskatalog hg. von der Kunst- und Ausstellungshalle der Bundesrepublik Deutschland 2013.)

## Berühmte Irokesen
- Levi General Deskaheh, Politiker, Chief der Cayuga und Sprecher der Six Nations, der 1924 den Völkerbund in Genf aufsuchte, um Anerkennung für die Unabhängigkeit der Six Nations einzufordern.
- Graham Greene: Oneida aus Kanada, Schauspieler (Der mit dem Wolf tanzt, Clearcut u. v. a.)
- Ely Samuel Parker: Seneca-Häuptling und General der Nordstaaten-Armee im Bürgerkrieg
- Joseph Brant: Mohawk-Häuptling und Verbündeter der Briten
- Hiawatha: Mohawk-Häuptling, von den Onondaga vertrieben, gilt als Gründer des Irokesenbunds